# 梅瓦桑
梅瓦桑（法語：Mévoisins，法語發音：[mevwazɛ̃]）是法国厄尔-卢瓦省的一个市镇，属于沙特尔区。

## 地理
梅瓦桑（48°33'1"N, 1°35'29"E）面积4.28 平方千米，位于法国中央-卢瓦尔河谷大区厄尔-卢瓦省，该省份为法国北部内陆省份，北起顺时针与厄尔省、伊夫林省、埃松省、卢瓦雷省、卢瓦-谢尔省、萨尔特省和奧恩省接壤。
与梅瓦桑接壤的市镇（或旧市镇、城区）包括：耶默农维尔。

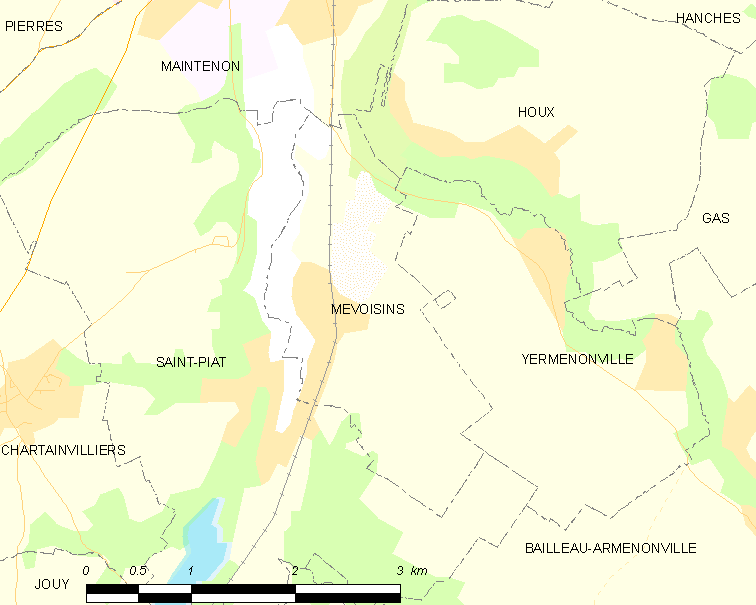
梅瓦桑的OSM定位图

梅瓦桑的时区为UTC+01:00、UTC+02:00（夏令时）。

## 行政
梅瓦桑的邮政编码为28130，INSEE市镇编码为28249。

## 政治
梅瓦桑所属的省级选区为埃佩尔农县。

## 人口

1962-2008年间梅瓦桑人口变化图示

梅瓦桑于2022年1月1日时的人口数量为622人。